# كارلوس باديلا فيلاسكيز
كارلوس باديلا فيلاسكيز (بالإسبانية: Carlos Padilla Velásquez) هو لاعب كرة قدم ومدرب كرة قدم هندوراسي، ولد في 17 يناير 1934 في San Antonio del Norte ‏ في هندوراس، وتوفي في 6 يناير 2014 في تيغوسيغالبا في هندوراس. لعب مع نادي موتاجوا ‏.